# Dindica kishidai
Dindica kishidai là một loài bướm đêm trong họ Geometridae.